# Claudio Turi
Claudio Turi (Bari, 6 de mayo de 2005) es un futbolista italiano que ocupa la posición de guardameta. Actualmente juega en el Team Altamura de la Serie C, en calidad de cedido por la S. S. C. Napoli.

## Trayectoria
Claudio Turi comenzó su desarrollo en el Di Cagno Abbrescia (2010–2015), las juveniles del Bari (2015–2018) y el Nick Calcio Bari (2018–2019). En septiembre de 2020 fue fichado por el Napoli, donde continuó su formación y progresó hasta el equipo Primavera. Participó con el Napoli sub-19 en la Liga Juvenil de la UEFA, acumulando 9 partidos como titular. En la campaña 2023‑24 fue clave en la promoción a la Primavera 1, con 26 apariciones y 9 porterías a cero.
Fue convocado por el primer equipo del Napoli durante los entrenamientos de pretemporada con Antonio Conte en 2024, y llegó a ser incluido en convocatorias oficiales de Serie A y Copa Italia como portero suplente, aunque no ha debutado oficialmente.
En julio de 2025 se confirmó su cesión por una temporada al Team Altamura, club de Serie C (la tercera división italiana), para ganar experiencia en categoría profesional.

## Selección nacional
Ha formado parte de la selección italiana sub‑15, siendo la seleccionadora Patrizia Panico.

## Estadísticas

### Clubes
| Club                   | Div.          | Temporada     | Liga  | Liga  | Copa  | Copa  | Internacional | Internacional | Total | Total |
| Club                   | Div.          | Temporada     | Part. | Goles | Part. | Goles | Part.         | Goles         | Part. | Goles |
| ---------------------- | ------------- | ------------- | ----- | ----- | ----- | ----- | ------------- | ------------- | ----- | ----- |
| Team Altamura · Italia | 3.ª           | 2025-26       | 0     | 0     | 0     | 0     | 0             | 0             | 0     | 0     |
| Total carrera          | Total carrera | Total carrera | 0     | 0     | 0     | 0     | 0             | 0             | 0     | 0     |